# María Dhialma Tiberti

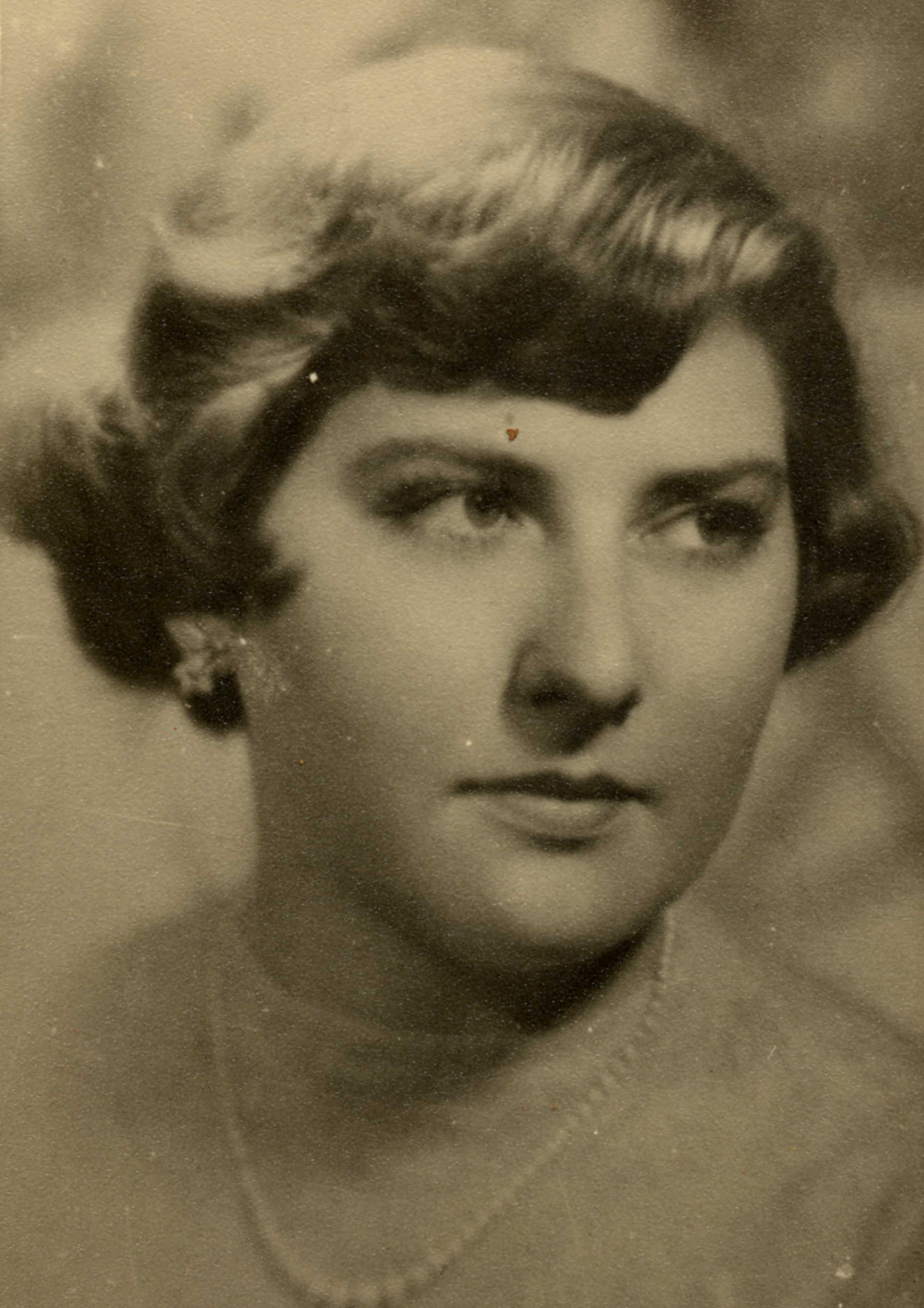
María Dhialma Tiberti

María Dhialma Tiberti (* 25. Oktober 1953 in La Plata; † 16. Januar 1987 in San Isidro) war eine argentinische Schriftstellerin.
Sie studierte Philologie und Geschichte an der Universidad Nacional de La Plata. Sie war mit intellektuellen Kreisen wie  Sociedad Argentina de Escritores (SADE) verbunden und sie war die Direktorin von Ediciones del Bosque.

## Werke

### Gedicht
- Cielo Recto (1947),
- Tierra de amapolas (1949),
- Las sombras amarillas (1949)

### Theater
- Los Títeres (1948)

### Roman
- Estimado señor Gris (1967)